# Paraglaciar
Paraglaciar quiere decir condiciones de inestabilidad causadas por un tiempo de relajación considerable para procesos y patrones geomórficos tras tiempos de clima glacial. Más precisamente el término refiere a procesos no glaciales condicionados por glacianes en lugares recientemente liberados de glaciares.